# Admiraltejskaja
Admiraltejskaja (in russo Адмиралтейская?) è una stazione della Linea Frunzensko-Primorskaya, la Linea 5 della metropolitana di San Pietroburgo. È stata inaugurata il 28 dicembre 2011 e prende il nome dal Palazzo dell'Ammiragliato. È la seconda stazione più profonda al mondo (86 metri di profondità).